# Saint-Paul-de-Vence
Saint-Paul-de-Vence (in occitano Sant Pau, in italiano (desueto) San Paolo di Venza) è un comune francese di 3 540 abitanti situato nel dipartimento delle Alpi Marittime nella regione Provenza-Alpi-Costa Azzurra.

## Geografia fisica
Saint-Paul-de-Vence si trova a nord di Nizza. Proseguendo verso nord si giunge nella zona confinante con la provincia di Cuneo, le alture del Mercantour.

## Origini del nome
Precedentemente nominato semplicemente Saint-Paul, per la sua vicinanza al comune di Vence e per distinguerlo dagli altri comuni che portano questo nome il comune era chiamato molto spesso Saint-Paul-de-Vence, che è diventato il nome ufficiale dal 22 marzo 2011.
Sotto la Rivoluzione si scriveva Sainpaul. I suoi abitanti sono i Saint-Paulois.

## Storia
Dopo la conquista romana, portata a compimento nel 14 a.C., l'imperatore romano Augusto organizzò le Alpi in province; il territorio dell'attuale comune di Saint-Paul-de-Vence dipendeva dalla provincia delle Alpi Marittime ed era unito alla civitas di Glanate (Glandèves). Alla fine dell'antichità, la diocesi di Glandèves riprese i confini di tale civitas.
Nel corso del medioevo Saint-Paul-de-Vence fece parte della Borgogna Cisgiurana e poi del Regno d'Arles. Attorno al X secolo divenne parte della contea di Provenza, per poi passare ai re di Francia.
Dal 1388 Saint-Paul, per la sua posizione strategica, divenne una roccaforte di confine per cinque secoli fra la Francia e l'Italia, quando la contea di Nizza, con la dedizione di Nizza alla Savoia, seguì le vicende storiche della Contea di Savoia, del Ducato di Savoia e del Regno di Sardegna sino al 1860, quando Nizza venne ceduta alla Francia.
Nel corso del '900 Saint-Paul divenne il luogo di residenza di numerosi artisti. Tra di loro il pittore russo Marc Chagall, che vi morì nel 1985, lo scrittore statunitense James Baldwin, l'attore britannico Donald Pleasence, l'ex bassista dei Rolling Stones Bill Wyman e la coppia Bernard-Henri Lévy e Arielle Dombasle.

## Società

### Evoluzione demografica
Abitanti censiti

## Cultura

### Musei
- Fondazione Maeght[5], museo di arte moderna e contemporanea, fondata da Aimé Maeght e sua moglie Marguerite e inaugurata nel 1964 da André Malraux.
- Museo di storia locale.
- Cappella Folon.

## Economia

### Turismo
Saint-Paul è una meta turistica molto frequentata; spesso viene inclusa negli itinerari turistici in Costa Azzurra o Provenza.